# Cryptostemma
Cryptostemma is een geslacht van wantsen uit de familie van de Dipsocoridae (Veenmoswantsen). Het geslacht werd voor het eerst wetenschappelijk beschreven door Herrich-Schäffer in 1835.

## Soorten
Het genus bevat de volgende soorten:

- Cryptostemma alienum Herrich-Schäffer, 1835
- Cryptostemma biroi Wygodzinsky, 1950
- Cryptostemma carpaticum Josifov, 1967
- Cryptostemma cobbeni Wygodzinsky, 1962
- Cryptostemma corticalis Reuter, 1889
- Cryptostemma digitum Wu, 1967
- Cryptostemma eocenica Hartung et al., 2017
- Cryptostemma gracile Josifov, 1967
- Cryptostemma haywardi Wydgodzinsky, 1952
- Cryptostemma hickmanni Hill, 1987
- Cryptostemma incurvatum Stys, 1977
- Cryptostemma linguata Nieser, 1973
- Cryptostemma miyamotoi Yamada & Hayashi, 2019
- Cryptostemma monga Hill, 1987
- Cryptostemma pavelstysi Yamada & Hayashi, 2019
- Cryptostemma pedunculatum McAtee & Malloch, 1925
- Cryptostemma pratti Usinger, 1945
- Cryptostemma remanei Josifov, 1964
- Cryptostemma roubali Josifov, 1967
- Cryptostemma smithi McAtee & Malloch, 1925
- Cryptostemma sordida China, 1946
- Cryptostemma titan Linnavuori, 1974
- Cryptostemma triacanthota Hill, 1987
- Cryptostemma uhleri McAtee & Malloch, 1925
- Cryptostemma uriarra Hill, 1987
- Cryptostemma usingeri Wygodzinsky, 1955
- Cryptostemma utnapishtim Linnavuori, 1984
- Cryptostemma wygodzinskyi Wu, 1967